# Pengjia Yu
Pengjia Yu (chiń. 彭佳嶼; pinyin Péngjiā Yǔ), znana też jako Dazhishan Yu (大峙山嶼) i Caolai Yu (草萊嶼), hist. także Agincourt – niewielka wysepka pochodzenia wulkanicznego o powierzchni 114 hektarów, położona na Morzu Wschodniochińskim u północnych wybrzeży Tajwanu, około 56 kilometrów na północ od Keelung. Znajduje się pod jurysdykcją Republiki Chińskiej. Stanowi zamkniętą strefę wojskową, osoby z zewnątrz nie mają nań prawa wstępu (zezwala się jedynie na opłynięcie jej łódką w celach turystycznych). Wyspę zamieszkuje około 40 osób, są to członkowie personelu wojskowego, obsługa bazy radarowej i stacji meteorologicznej oraz mężczyzna zawiadujący latarnią morską. Wysoką na 26,2 m latarnię wzniesiono w latach 1906-1909.
Wyspa Pengjia należy do niewielkiego archipelagu Beifang Sandao (składa się z wysp Pengjia, Mianhua i Huaping) i jest najdalej wysuniętym na północ punktem Republiki Chińskiej. Powstała w wyniku wybuchu podwodnego wulkanu i została silnie zerodowana. Wyspa jest nachylona ze wschodu na zachód. Najwyższe wzniesienie sięga 165 m n.p.m.
Na wysepce nie rosną drzewa. Szata roślinna składa się głównie z traw oraz krzewów, które występują jedynie w okolicy latarni morskiej. W części północnej i wschodniej rosną lilie długokwiatowe, które rozkwitają w okresie od kwietnia do maja. Na wybrzeżu spotyka się także roślinę Crossostephium chinense z rodziny astrowatych, cenioną ze względu na jej właściwości lecznicze.
Pierwsi osadnicy pojawili się na Pengjia za rządów dynastii Qing, jednak opuścili wyspę w czasie wojny chińsko-francuskiej (1884–1885). Wyspę zasiedlono ponownie po przejęciu władzy nad Tajwanem przez Japończyków w 1895 roku, lecz działania militarne na Pacyfiku w czasie II wojny światowej i obawa przed zbombardowaniem wyspy zmusiły mieszkańców wyspy do ponownego opuszczenia jej. Do dziś zachowały się ruiny domów oraz m.in. świątynia Tudigonga i jaskinia poświęcona Guanyin.